# Silencer
Silencer fue una banda del subgénero depressive suicidal black metal, formada en la ciudad de Estocolmo, Suecia en el año 1995. Estuvo integrada por el guitarrista Andreas Casado bajo el seudónimo Leere («vacío» en alemán), y el vocalista conocido simplemente como Nattramn. 
Los temas de Silencer hablan generalmente del suicidio, la muerte, la misantropía y la  locura. La banda es reconocida por el misterio que los rodea, así como tampoco dieron un concierto ni entrevistas.
A pesar de su corta carrera y el poco material que ha lanzado, Silencer es considerada una banda de culto en el mundo del depressive suicidal black metal y del heavy metal.

## Historia

### Primeros años
A finales de 1998, Silencer publicó su primer demo profesional con una sola canción de once minutos de duración, titulada «Death - Pierce Me». Contaría con la colaboración del baterista de sesión Jonas Mattsson. 
Posteriormente para julio del año 2000, iniciaron las grabaciones de su álbum de larga duración también titulado Death - Pierce Me (2001), distribuido por el sello Prophecy Productions; en esta ocasión con la participación del baterista Steve Wolz de (Bethlehem e Imperia).

### Death - Pierce Me
Es el único álbum estudio que lanzó esta banda el cual consta de seis canciones, todas de atmósfera pesada y depresiva, donde incorporan dark ambient. Lo más característico son los gritos del vocalista, quien utiliza técnicas guturales como Shriek, False Chord y Fry Scream, lo cual produce una combinación entre un grito rasposo y un alarido de dolor, que hace las canciones desesperantes. La canción «Sterile Nails and Thunderbowels», fue lanzada como corte de difusión y fue la única que tuvo un videoclip; que contiene imágenes de la película de terror experimental de 1990, Begotten de E. Elias Merhige.
Se puede notar el desprecio por la vida y la necesidad de soledad o apartamiento de las personas, por lo cual sus letras son claramente influenciadas por la misantropía. Tras la salida del material, la banda se disuelve. 

### Separación y proyectos posteriores
Tras la salida del disco, el cantante fue internado por un cuadro de esquizofrenia. Se ofreció a componer y grabar música durante un año como terapia de rehabilitación. Como resultado de esto surge Diagnose: Lebensgefahr el cual es una cooperación entre Nattramn y el pabellón psiquiátrico de Växjö.
De este proyecto en agosto de 2007, aparece el disco Transformalin, bajo el sello Autopsy Kitchen Records. El álbum mezcla música industrial, drone, ambient (Especialmente dark ambient) y música experimental.
Un comunicado en la página de Diagnose: Lebensgefahr dio a conocer que Nattramn había salido del hospital psiquiátrico y estaría residiendo en la ciudad de Växjö. 
Escribió un libro, el cual fue lanzado en septiembre del 2011, se titula "Grishjärta" o "Pig's Heart", fue editado en sueco e inglés.
Por su parte, el guitarrista Andreas "Leere" Casado, participó como guitarrista de la banda Shining entre 2005 y 2006, bajo el seudónimo "Casado". Compuso la letra de la canción «Eradication of the Condition» del álbum IV - The Eerie Cold.
En el año 2006, participó en la banda Zavorash, como compositor de la canción «Worthlessness» del álbum Nihilistic Ascension & Spiritual Death bajo el seudónimo de "Andreas Casado".

## Discografía
- Death - Pierce Me - demo (1998)
- Death - Pierce Me - LP (2001)

## Integrantes

### Miembros originales
- Nattramn – voz (1995-2001)
- Leere – guitarra, bajo (1995-2001)

### Miembros adicionales
- Jonas Mattsson – batería de sesión. (demo, 1998)
- Steve Wolz – batería de sesión. (álbum de estudio, 2000)